# 瑟洛广场
51°29′41″N 0°10′19″W / 51.49472°N 0.17194°W

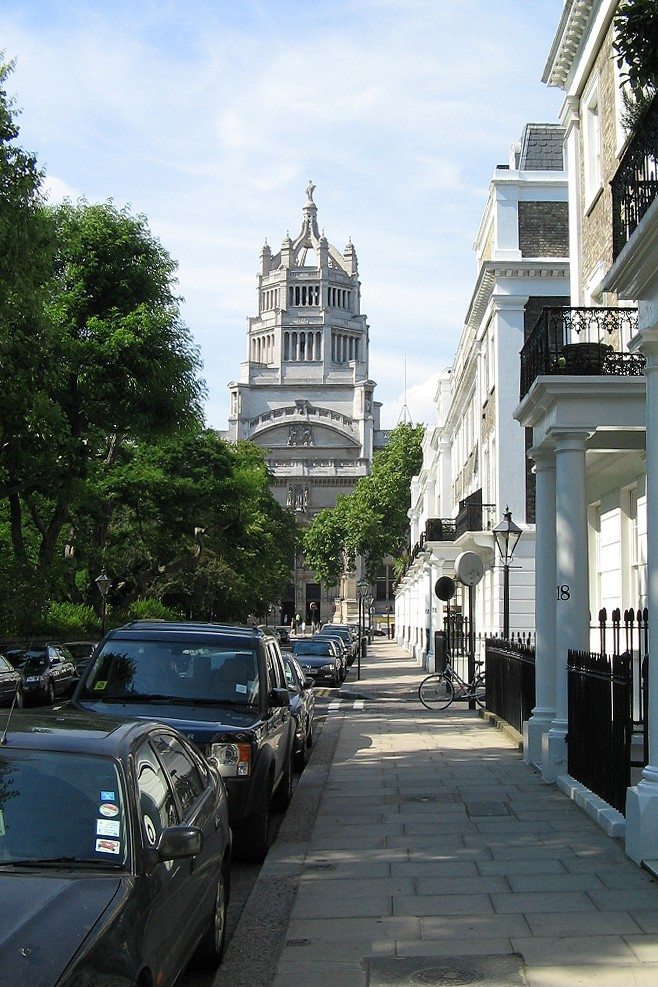
瑟洛广场

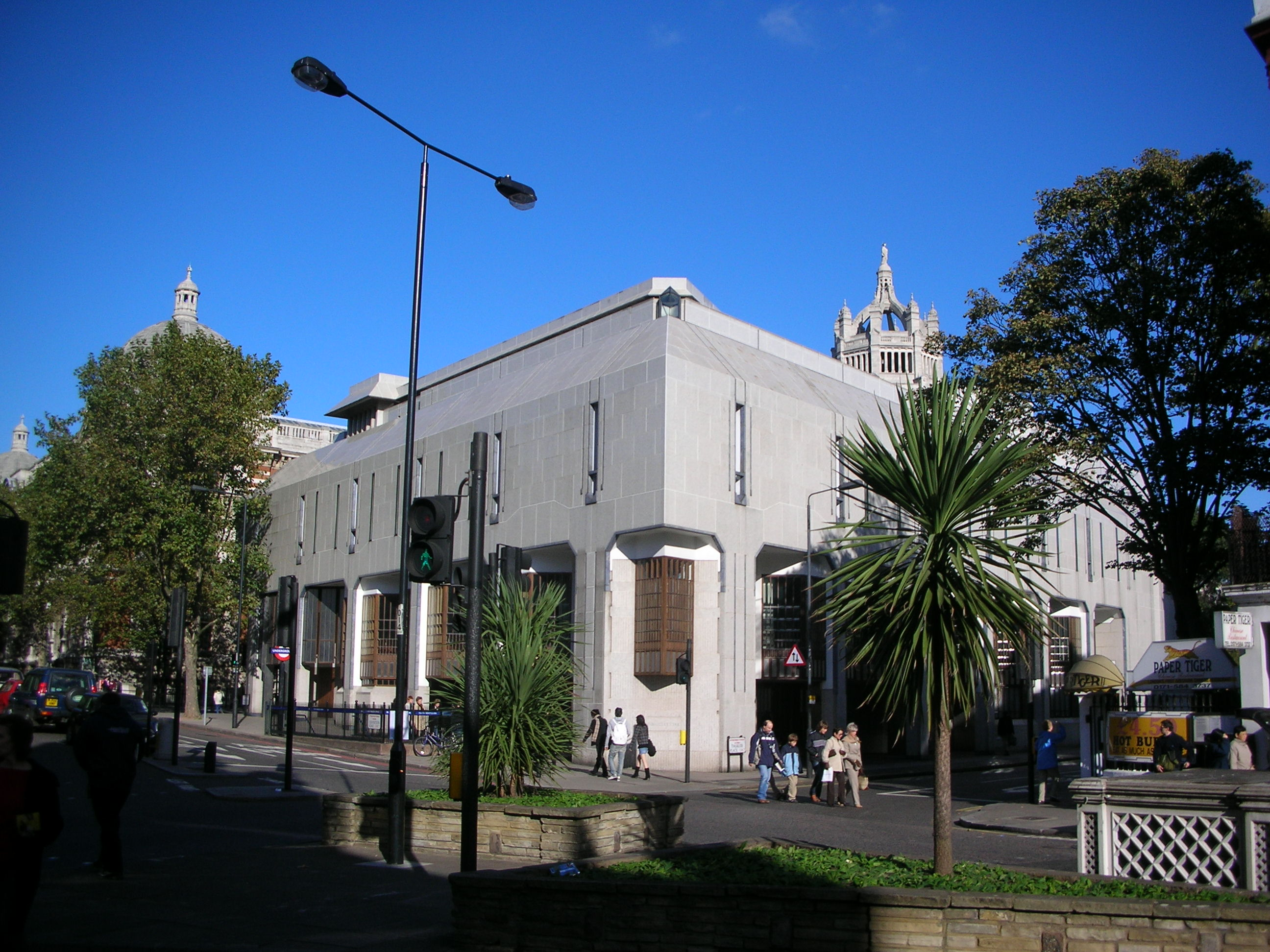
伊斯玛仪中心

瑟洛广场（Thurloe Square）是英国伦敦南肯辛顿一个传统的花园广场。广场中心是供当地居民使用的私人花园。维多利亚和阿尔伯特博物馆靠近瑟洛坊（Thurloe Place）和克伦威尔花园。最近的地铁站是南肯辛顿站，西面是瑟洛街（Thurloe Street）。
广场及相邻街道得名于克伦威尔的顾问约翰·瑟洛，他在十七世纪拥有这片土地。他的后裔，哈里斯 Brace,有一个名为约翰·亚历山大的教子，在19世纪20年代开发这片区域。乔治George Basevi设计大部分房屋。
维多利亚和阿尔伯特博物馆的第一位主任亨利·科尔爵士住在博物馆对面的瑟洛广场33号。该建筑悬挂蓝色牌匾，现在是哈萨克斯坦大使馆。
顺势疗法医生Margery Blackie从1929年至1980年在18号居住并开业。该建筑标有蓝色牌匾。
雅尔塔纪念花园与第二次世界大战雅尔塔会议有关，地处该广场与克伦威尔路中间的广场以北。